# 卡尔·荣松
卡尔·荣松（瑞典語：Carl Jonsson，1885年7月16日—1966年11月11日），瑞典男子拔河运动员。他曾代表瑞典参加1912年夏季奥林匹克运动会拔河比赛，获得一枚金牌。